# Moreda (Gijón)
Moreda es uno de los barrios que forman el distrito Oeste del municipio español de Gijón, en Asturias. Toma su nombre del de la compañía que ocupó esos terrenos en 1879, denominada Sociedad de las Minas y Fábricas de Moreda y Gijón, conocida como fábrica de Moreda. Hasta la década de 1980 en que se vendieron las antiguas instalaciones de la Fábrica de Moreda y se construyeron edificios residenciales en esos terrenos, la zona se consideraba parte del barrio del Natahoyo.
Cuenta con una población cercana a los 2.600 habitantes. Está situado a 400 metros de la playa de Poniente y a 700 metros del centro ciudad.

## Ubicación y accesos
Moreda forma parte del distrito oeste de la ciudad junto a otros 4 barrios.
Es un barrio pequeño, de forma irregular salvo el límite norte, que es con el barrio del Natahoyo por la Avd. José Manuel Palacio. También bordea con los barrios de El Polígono y Tremañes, al sur y oeste respectivamente.
El barrio de Moreda tiene una conexión directa con cuatro líneas de autobús urbano (EMTUSA). Al sur se encuentra la estación de ferrocarril Gijón-Sanz Crespo. Por carretera tiene una salida directa a la autovía A-66 (Y) y al resto de la ciudad se conecta principalmente por la avenida de José Manuel Palacio y por el Viaducto de Carlos Marx. Una pasarela peatonal conecta el parque de Moreda y el barrio de Polígono sobre las vías del tren.

## Historia

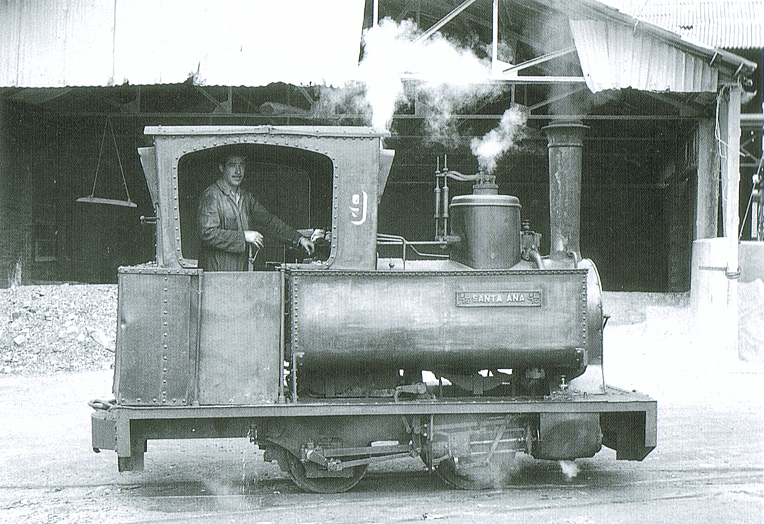
Locomotora Decauville N.º 9 Santa Ana en la acería de Moreda, Gijón

El cierre de la fábrica de Moreda en 1985 y la eliminación del tránsito ferroviario hacia la Estación del Norte en 1990, que cuyo recto trazado sigue hoy en día la Avd. José Manuel Palacio (Antigua Avd. Juan Carlos I) permitiría la reconversión urbana del entorno mediante el uso de los fondos Mineros del Instituto para la Reestructuración de la Minería del Carbón y Desarrollo Alternativo de las Comarcas Mineras. 
Sobre 1994, diversos organismos sindicales y patronatos de trabajadores construyeron los edificios que hoy podemos ver. En los últimos años la zona se ha convertido en uno de los grandes centros de especulación urbanística del centro de Gijón por su buena comunicación y cercanía a la playa de Poniente y el Puerto Deportivo. Además es el lugar elegido para desarrollar el proyecto "Gijón al Norte" que incluye la construcción de una Estación Intermodal, que será el epicentro del proyecto del Metrotrén en Gijón. 

## Monumentos y lugares de interés
En el parque de Moreda se encuentra la escultura Torre de la Memoria, de Francisco Fresno.

## Equipamientos
En el barrio se encuentran varios equipamientos donde destaca el educativo del IES Emilio Alarcos y las instalaciones deportivas del Complejo Deportivo Moreda-Natahoyo, que incluye piscinas, pista polideportiva y gimnasio y la pista cubierta de patinaje del Mundial de Patinaje de 2008.
En septiembre de 2016 se celebró su primera carrera popular.
Algunos equipamientos de mayor relevancia:

### Comisaría de la Policía Nacional
La comisaría de la Policía Nacional es la sede del Cuerpo Nacional de Policía en la ciudad de Gijón, es un edificio construido en 1996 y enclavado en el Parque de Moreda.

### Parque de Moreda
El Parque de Moreda es un gran parque que cuenta con amplios equipamientos deportivos, zonas de juego infantiles, grandes áreas verdes y un completo carril-bici. Es, junto a la Plaza Ciudad de La Habana, el espacio verde más grande barrio así como uno de los más extensos de Gijón.
Por el parque discurre el río Pilón, pequeño río que desemboca en un gran colector enfrente de la Comisaría.

### IES Emilio Alarcos

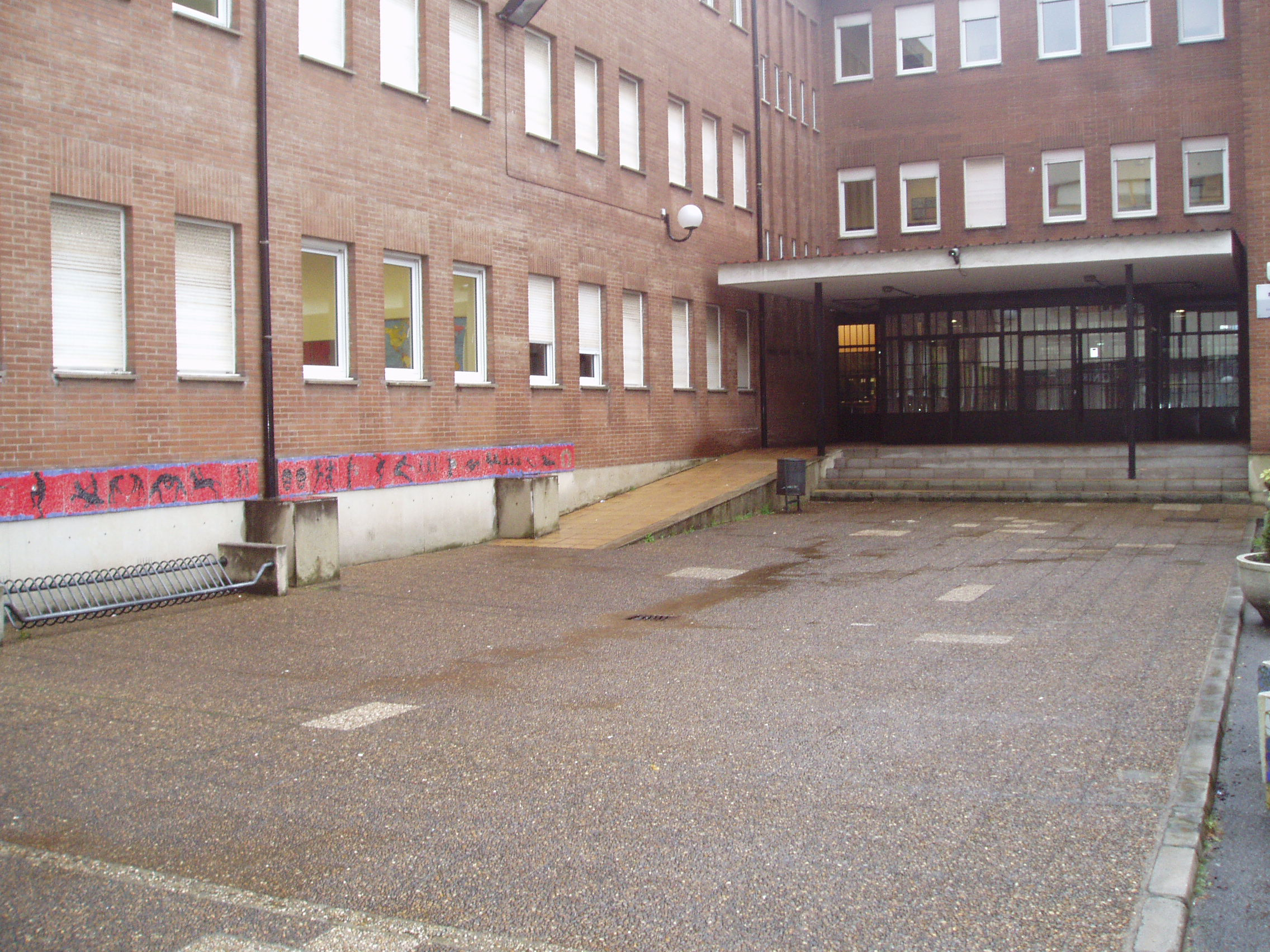
IES Emilio Alarcos.

El Instituto de Educación Secundaria Emilio Alarcos se encuentra en la Avenida de José Manuel Palacio y cerca de la calle de Carlos Marx, en el desfiladero de los Arrudos.
Se creó en 1987 como desdoble de los institutos Jovellanos y Doña Jimena (Instituto N.º 7) y durante los dos primeros cursos compartía edificio con el conservatorio de música. En septiembre de 1989 pasó a ocupar las actuales dependencias. El instituto fue reformado en 2003 para la ampliación de sus aulas
Este instituto en forma de cruz, tiene 3 plantas, y parte de la instalación es nueva y la otra parte antigua. El instituto dispone de una biblioteca, a la que los alumnos pueden acceder durante el recreo bien para sacar libros o bien para estudiar, un gimnasio y pistas para hacer deporte, varios laboratorios (de física, de química…), aulas de informática con tecnologías avanzadas, una cafetería a la que los alumnos pueden acceder en el recreo, una clase de diseño gráfico, dos aulas de música insonorizadas, un aula de tecnología y un aula de audiovisuales. Además de todas estas instalaciones en el centro, muchas de las clases disponen de una pizarra/pantalla digital en vez de la clásica pizarra de tiza de siempre. Estas nuevas pizarras permiten a los estudiantes disfrutar de Internet durante las clases y trabajar de manera más entretenida.

## Fiestas
Anualmente, el barrio celebra las fiestas de la Asociación de Vecinos. Suelen ser el segundo fin de semana de septiembre.